# یکی لیبتسایت
یَکی لیبِتسایت (آلمانی: Jaki Liebezeit؛ زادهٔ ۲۶ مهٔ ۱۹۳۸ – درگذشته ۲۲ ژانویه ۲۰۱۷) درام‌نواز اهل آلمان بود. او درامرِ کن، گروه موسیقی تجربی مشهور آلمانی بود و از معدود درام‌نوازان راک به‌شمار می‌رود که ضرب‌های فانکی و رقص‌آور را با موسیقی فکورانه به‌شیوه‌ای شایسته می‌آمیخت.
صدای درام یَکی لیبدزایت در آثار گروه بارز بود و شیوهٔ نوازندگی استادانهٔ «مترونوممانند»ش باعث شده‌بود که دیگر اعضای گروه کار او را «نیمه‌دستی-نیمه‌ماشینی» توصیف کنند؛ شیوه‌ای که شاید بیش از هرکجا در قطعهٔ «هله‌لووا» (Halleluhwah) شنیدنی باشد.